# Кръстникът
 Тази статия е за романа.  За филма вижте Кръстникът (филм).  
„Кръстникът“ (на английски: The Godfather) е роман на американския писател Марио Пузо. Публикуван е през 1969 г., а през 1970 става световен бестселър. Според автора, произведението е създадено по спомени от собственото му детство, преминало в италианския квартал на Ню Йорк, САЩ.
 Внимание:  Текстът по-долу разкрива сюжета на произведението (или части от него)!
В центъра на творбата е семейство Корлеоне, начело на което е старият дон Вито. На 12 години той се спасява от мафията в сицилианското село Корлеоне, напуска Италия и заминава за Ню Йорк. Там се съдружава с млади гангстери. Постепенно около Вито се образува тесен кръг от улични бандити, продажни полицаи, адвокати и други. Дон Корлеоне създава своя престъпна империя, като успява да поддържа мир и порядък в криминалния бизнес, да не допуска конфликти и кървави мафиотски войни. От уважение към Дон Вито, приближените му го наричат Кръстник.
С времето и промените в начина на живот на обществото, разколът в мафията е неизбежен. Превръщането на наркотрафика в една от дейностите на някои от мафиотските фамили и категоричният отказ на Дон Вито да се замесва с наркотици водят до опит за убийството му. След покушението срещу дон Вито започва война, в резултат на което неговият най-голям син – Сони е убит, а самият Кръстник е принуден да се оттегли. След края на Втората световна война най-младият син на Вито, Майкъл Корлеоне, се завръща в родния си дом като герой от войната. Той има добро образование и други идеали и винаги се опитвал да стои настрана от семейния бизнес. След убийството на Сони и тежкото раняване на дон Вито, Майкъл се заема на своя глава с ръководенето на фамилията, превръщайки се в не по-малко кръвожаден и жесток Кръстник от своя баща.